# Thierry Coquand
Pour les articles homonymes, voir Coquand.
Thierry Coquand (né le 18 avril 1961 à Jallieu en Isère) est un mathématicien français, professeur d'informatique théorique à l'université de Göteborg en Suède. Il est connu pour son travail sur les mathématiques constructives, en particulier le calcul des constructions. Il a eu pour directeur de thèse Gérard Huet.

## Prix et distinctions
- prix ACM SIGPLAN Programming Languages Software, pour le projet Coq, Association for Computing Machinery, 2013.
- prix ACM Software System, pour le projet Coq, Association for Computing Machinery, 2013.